# 三花石站
三花石站是位于陕西省西乡县三花石乡的一个铁路车站，邮政编码723503。车站建于1977年，有阳安铁路经过该站，现办理客货运业务，车站及其上下行区间均为电气化区段。车站距离阳平关站236公里，隶属西安铁路局，是四等站。